# Maren Haugli
Maren Haugli (Jevnaker, 3 maart 1985) is een Noorse oud-schaatsster op de langebaan.

## Biografie
Na een aantal jaren getraind te hebben onder Peter Mueller, de Amerikaanse coach, bij het Nationale team van Noorwegen besloot Haugli om na het seizoen 2007-2008 uit het team te stappen samen met haar broer Sverre Haugli, Mikael Flygind Larsen en Dag Erik Kleven. Reden hiervoor was dat ze niet tevreden was over haar eigen ontwikkeling en gewenste veranderingen in het trainingschema van Mueller niet mogelijk waren. Samen met haar broer vormt ze nu Team Sparebanken 1 Jevnaker met als hoofdtrainer Knut Andreas Ramsrud en daarnaast Hans Trygve Kristiansen als trainer en raadgever.
Haugli wordt gezien als supertalent, en behoorde al op zeer jonge leeftijd tot de Noorse dames-topschaatsers. Op 18-jarige leeftijd behaalde ze al brons bij de nationale Allround-kampioenschappen. Tijdens het seizoen 2005-2006 breekt Haugli echt door: ze behaalt op drie van de vier afstanden tijdens de Noorse afstandskampioenschappen een medaille.
In 2005 debuteerde Haugli op het EK Allround, eindigde als dertiende in het klassement en wist zich en passant voor het WK Allround te plaatsen waar ze 22e werd. In 2006 werd Haugli vijfde bij de EK Allround in Hamar en vijfde (ze was hier de derde Europese in de rangschikking) bij de WK Allround in Calgary. Op dit toernooi verbeterde Haugli op alle vier de afstanden haar persoonlijke records. Op het EK Allround van 2007 werd ze negende en haar klassering op het WK Allround was de twaalfde plaats.
Op het EK Allround van 2008 in Kolomna weet ze nét een startplaats voor Noorwegen veilig te stellen voor het WK Allround in Berlijn door bij de beste veertien te eindigen. De startplaats werd door Mari Hemmer ingenomen. Haar laatste kampioenschap waren de Olympische afstanden; de 3000 en 5000 meter in Vancouver. Op 6 september 2012 maakte Haugli bekend te stoppen met de schaatssport.

## Persoonlijke records
| Afstand    | Tijd    | Datum           | Baan    |
| ---------- | ------- | --------------- | ------- |
| 500 meter  | 39,94   | 18 maart 2006   | Calgary |
| 1000 meter | 1.18,99 | 20 januari 2007 | Hamar   |
| 1500 meter | 1.55,99 | 19 maart 2006   | Calgary |
| 3000 meter | 4.00,34 | 18 maart 2006   | Calgary |
| 5000 meter | 6.54,98 | 19 maart 2006   | Calgary |

## Resultaten
| Jaar | EK Allround | WK Allround | WK Sprint | WK Afstanden        | Olympische Spelen                             | WK Junioren            |
| ---- | ----------- | ----------- | --------- | ------------------- | --------------------------------------------- | ---------------------- |
| 2001 |             |             |           |                     |                                               | NC23                   |
| 2002 |             |             |           |                     |                                               | NC35 11e achtervolging |
| 2003 |             |             |           |                     |                                               | NC30                   |
| 2004 |             |             |           |                     |                                               | 17e                    |
| 2005 | 13e         | NC22        |           | 12e 3000m 11e 5000m |                                               |                        |
| 2006 | 5e          | 5e          |           |                     | 19e 1500m 15e 3000m 8e 5000m 7e achtervolging |                        |
| 2007 | 9e          | 12e         | 27e       | 10e 3000m 5e 5000m  |                                               |                        |
| 2008 | NC14        |             |           |                     |                                               |                        |
| 2009 | 9e          | 10e         |           | 9e 3000m 9e 5000m   |                                               |                        |
| 2010 | 5e          | 10e         |           |                     | 8e 3000m 5e 5000m                             |                        |

NC# = niet gekwalificeerd voor de laatste afstand, maar wel als # in het klassement 